# وربیوچیک
وربیوچیک (به لاتین: Verbivchyk) یک روستا در اوکراین است که در استان لووف واقع شده‌است.

## خصوصیات
وربیوچیک ۹۲۴ کیلومترمربع مساحت و ۴۳۹ نفر جمعیت دارد.